# CCCF-Meisterschaft
Die CCCF-Meisterschaft war ein Fußballturnier, um den Meister des Fußballverbandes CCCF (Confederación Centroamericana y del Caribe de Fútbol) zu ermitteln.
Erstmals wurde das Turnier im Jahr 1941 ausgetragen. Nach insgesamt 10 Auflagen fand 1961 die letzte CCCF-Meisterschaft statt. Die Organisation der Wettbewerbe für Nationalmannschaften wurde danach von der aus CCCF und NAFC hervorgegangenen CONCACAF übernommen. Die CCCF-Meisterschaft war somit neben der NAFC-Meisterschaft einer der Vorgänger des CONCACAF Gold Cups, bei dem der CONCACAF-Kontinentalmeister ermittelt wird.

## Die Turniere im Überblick
| Jahr         | Gastgeber   | Finalstände | Finalstände              | Finalstände | Finalstände           |
| Jahr         | Gastgeber   | Sieger      | 2. Platz                 | 3. Platz    | 4. Platz              |
| ------------ | ----------- | ----------- | ------------------------ | ----------- | --------------------- |
| 1941 Details | Costa Rica  | Costa Rica  | El Salvador              | Curaçao     | Panama                |
| 1943 Details | El Salvador | El Salvador | Guatemala                | Costa Rica  | Nicaragua             |
| 1946 Details | Costa Rica  | Costa Rica  | Guatemala                | Honduras    | El Salvador           |
| 1948 Details | Guatemala   | Costa Rica  | Guatemala                | Panama      | Curaçao               |
| 1951 Details | Panama      | Panama      | Costa Rica               | Nicaragua   | (nur drei Teilnehmer) |
| 1953 Details | Costa Rica  | Costa Rica  | Honduras                 | Guatemala   | Curaçao               |
| 1955 Details | Honduras    | Costa Rica  | Curaçao                  | Honduras    | El Salvador           |
| 1957 Details | Curaçao     | Haiti       | Curaçao                  | Honduras    | Panama                |
| 1960 Details | Kuba        | Costa Rica  | Niederländische Antillen | Honduras    | Suriname              |
| 1961 Details | Costa Rica  | Costa Rica  | El Salvador              | Honduras    | Haiti                 |

### Rangliste
| Platz | Land                               | Titel | Jahr(e)                                  | 2. Pl. | 3. Pl. | 4. Pl. |
| ----- | ---------------------------------- | ----- | ---------------------------------------- | ------ | ------ | ------ |
| 1     | Costa Rica                         | 7     | 1941, 1946, 1948, 1953, 1955, 1960, 1961 | 1      | 1      | /      |
| 2     | El Salvador                        | 1     | 1943                                     | 2      | /      | 2      |
| 3     | Panama                             | 1     | 1951                                     | /      | 1      | 2      |
| 4     | Haiti                              | 1     | 1957                                     | /      | /      | 1      |
| 5     | Curaçao / Niederländische Antillen |       |                                          | 3      | 1      | 2      |
| 6     | Guatemala                          |       |                                          | 3      | 1      | /      |
| 7     | Honduras                           |       |                                          | 1      | 5      | /      |
| 8     | Nicaragua                          |       |                                          | /      | 1      | 1      |
| 9     | Suriname                           |       |                                          | /      | /      | 1      |